# Гонтар Хризанф
Хризанф Гонтар (псевдо: Кузьменко, Професор, Семен, Старий, С. К., Д-27, 27; бл. 1895, СУЗ – 10 січня 1951, с. Звиняч,  нині Білобожницька сільська громада, Чортківський район, Тернопільська область) — український військовик, лицар Срібного хреста заслуги та Бронзового хреста заслуги УПА.

## Життєпис
Освіта вища. У міжвоєнні роки працював учителем в гімназії м. Горохів на Волині. 
У збройному підпіллі ОУН із 1943 р. Суспільно-політичний референт Горохівсько-Володимирського окружного проводу ОУН (1943 – ІІ пол. 1944). Восени 1944 р. переведений в Галичину.
Співробітник пропагандистського осередку «Зелений гай» крайового проводу ОУН ЗУЗ (осінь 1944), Головного осередку пропаганди ОУН (1944 – літо 1945), де, зокрема, активно працював у складі редакцій журналів «Повстанець» та «Український перець». Співробітник осередку пропаганди Подільського крайового проводу ОУН (1945-1951) і водночас референт пропаганди Чортківсько-Бережанського окружного проводу ОУН (1947-1948). 
Член УГВР (?-1951). Редактор друкованих видань Подільського крайового проводу ОУН, зокрема, журналів «Хрін», «Жорна», «До волі», «Підпільне слово», «Революціонер-пропагандист», «Малі друзі», «За Україну» та ін. Автор пропагандистських праць та художніх творів «Му-І», «Му-ІІ», «Двигнем» (2 частини), «Проекти 64-ий і 158-ий» та ін. 
Загинув у криївці. 

## Нагороди
Відзначений Срібним хрестом заслуги УПА (25.08.1947), Бронзовим хрестом заслуги УПА (14.10.1947). 